# Jogos Parapan-Americanos de 2019
Os Jogos Parapan-Americanos de 2019, oficialmente VI Jogos Parapan-Americanos, e comumente conhecidos como os ParaPan de Lima 2019, foram um grande evento multiesportivo internacional para atletas com deficiências, celebrado na tradição dos Jogos Parapan-Americanos, regidos pelo Comitê Paralímpico das Américas, as datas escolhidas foram de 22 de agosto a 1 de setembro de 2019 em Lima, capital do Peru. Desde o processo de escolha da sede dos Jogos Pan-Americanos de 2007, é aplicado o conceito de "uma cidade, dois eventos", em que o Comitê Organizador dos Jogos Pan-Americanos se compromete a organizar e sediar os Jogos Parapan-Americanos que devem ter início 12 dias após o encerramento dos Jogos Pan-Americanos. Esta será a quarta edição em que este acordo estará vigente. Cabe ressaltar que é a primeira vez na história em que um evento paralímpico é realizado no país. 15 locais de competição usados nos Jogos Pan-Americanos de 2019 serão reutilizados.
As expectativas do Comitê Organizador e do IPC Americas eram de que mais de 1800 atletas de 33 Comitês Paralímpicos Nacionais fossem inscritos. representando 33 Comitês Paralímpicos Nacionais (NPCs) nas Américas, mas 3 NPCs que partipariam dos jogos, Granada, Ilhas Virgens Americanas e Antígua e Barbuda, desistiram de participar dos jogao e não enviaram atletas. Foram realizados eventos de 17 modalidades esportivas, sendo que 7 serviram como as classificatórias continentais para os Jogos Paralímpicos de Verão de 2020, que serão realizados entre Agosto e Setembro de 2020. Três modalidades, o badminton, taekwondo e o tiro estrearam nos jogos.

## Escolha da sede
Durante a Assembleia Geral da ODEPA, realizada em outubro de 2013,na cidade canadense de Toronto, foi realizada a eleição para a sede dos Jogos Pan-Americanos de 2019. Quatro cidades ofereceram um projeto para sediar os Jogos (todas localizadas em Comitês Olímpicos Nacionais pertencentes a região 3 da entidade, que engloba a América do Sul). Além de Lima, estavam envolvidas no processo: Santiago do Chile, La Punta (na Argentina) e Ciudad Bolívar, (na Venezuela).
A capital peruana recebeu 31 votos, contra um empate de 9 votos para Santiago e La Punta e 8 votos para a proposta venezuelana. Como em apenas uma rodada de votação a cidade peruana obteve mais da metade dos votos, a ODEPA declarou Lima como sede dos Jogos para 2019. Santiago, seria candidata única para a edição posterior em 2023, sendo aclamada como sede em 2017.
| Lima           | Peru      | 31 |
| La Punta       | Argentina | 9  |
| Santiago       | Chile     | 9  |
| Ciudad Bolívar | Venezuela | 8  |

## Organização

### Transporte
Uma das grandes preocupações do Comitê Organizador se tratava da logística dentro da cidade durante as competições, devido ao grande fluxo diário de veículos na Região Metropolitana de Lima. Para isso, foram criadas vias alternativas de tráfego na cidade, além de contar com o apoio do governo e o exército peruano para o auxílio do trânsito para evitar congestionamentos e facilitar o transporte de atletas durante os dias de competições. Outra alternativa foi a criação de novos itinerários de ônibus, o que levou a licitação para que novas empresas operassem estas linhas recém criadas, aumentando também a disponibilidade de ônibus.
Além disso, algumas vias também passaram por recapeação e foram expandidas.As principais foram as Avenidas La Molina, Nicolás Arriola e Pedro Miota, a Via Expressa Santa Rosa,juntamente de diversos trechos da Rodovia Pan-Americana que passam pela cidade ou então em suas cercanias. Estas obras tinham o prazo de julho de 2019. As obras também pretendem facilitar o tráfego entre Lima e a região de Callao.
Quanto ao metrô, o Comitê Organizador criou um cartão único que valerá exclusivamente durante os jogos. Este cartão valerá para as duas linhas da Região Metropolitana de Lima.

### Voluntariado
A organização dos jogos criou um programa de voluntariado para as competições, ofertando benefícios como alimentação, uniformes, cursos de capacitação, seguro, rede de contato, dupla certificação, experiência única e transporte. Além disso, serão oferecidos hospitalidade, participação e trabalho em equipe. Para seleção, espera-se que sejam escolhidos 7 mil candidatos para as competições dos Jogos Parapan-Americanos num total de 19 mil candidaturas.

### Ingressos
A venda de ingressos para acompanhar de perto as competições dos jogos começou no dia 4 de julho de 2019. As vendas estão sendo realizadas tanto em diversas bilheterias nos principais pontos da cidade e nos locais de competição, como no site oficial. Neste, o acesso dos locais será feito através do e-ticket que dispensa o uso do papel. O valor médio dos ingressos para cada sessão é de S/10. Haverá também descontos de 50% ou mais para crianças, adolescentes, idosos e pessoas com deficiência.

### Medalhas
As medalhas que serão distribuídas na competição serão distribuídas pela Sociedade Nacional de Minério do Peru e foram feitas com materiais reciclados coletados durante a campanha "Minério para todos". Cada medalha tem 80 mm de diâmetro e peso de 300 gramas,todas são feitas de cobre e as medalhas de ouro e prata são banhadas, sendo que cada cor de medalha é alusiva a uma característica do Peru, tanto na cara quanto na coroa. Foram fabricadas 617 medalhas de ouro, 617 medalhas de prata e 679 de bronze que serão entregue durante os jogos.

## Locais de competição
A despesa total para a preparação dos Jogos Pan-Americanos e Parapan-Americanos se aproximará dos US$ 1,2 bilhões de dólares. Este montante será divido entre infraestrutura esportiva (US$ 470 milhões), construção da Vila Pan-Americana (US$ 180 milhões), gastos gerais de organização (US$ 430 milhões) e maiores imprevistos (US$ 106 milhões).
O comitê da candidatura Lima 2019 estabeleceu originalmente um total de dezenove sedes e locais de competições, para assim receber o evento na capital peruana.
O Plano Diretor de Lima 2019,foi lançado oficialmente em 23 de outubro de 2014, no qual se definiu os locais que receberão as modalidades. Em 7 de julho de 2015, durante a 53ª Assembleia Geral da Organização Desportiva Pan-Americana realizada em Toronto, o presidente da Comitê Organizador de Lima 2019 anunciou o progresso das obras, bem como o Plano Diretor, que passou por algumas alterações (visando a redução dos custos). Assim, foi alterado o local da Vila Pan-Americana (que seria originalmente localizada no bairro de Villa Maria del Triunfo), além de terem sido confirmados das demais sedes esportivas. Novos planos para os projetos de transporte na cidade, e de segurança dos jogos, tomaram parte das alterações no Plano Diretor.
Seis grandes zonas form criadas na Região Metropolitana de Lima, sendo elas os principais locais que receberão eventos dos Jogos Pan-Americanos de 2019.Uma grande novidade nesta edição é a realização da cerimônia de abertura no palco principal dos Jogos Pan-Americanos, o Estádio Nacional do Peru.

### Sedes das competições
| Estádio Nacional del Peru                  | Estádio Nacional del Peru | Estádio Nacional del Peru                | Estádio Nacional del Peru |
| Instalação                                 | Imagem                    | Evento                                   | Capacidade                |
| ------------------------------------------ | ------------------------- | ---------------------------------------- | ------------------------- |
| Estádio Nacional                           |                           | Cerimônia de Abertura                    | 50000                     |
| Callao                                     |                           |                                          |                           |
| Instalação                                 | Imagem                    | Evento                                   | Capacidade                |
| Villa Desportiva Regional de Callao        |                           |                                          |                           |
| Coliseu Miguel Grau                        |                           | Golbol                                   | 2400                      |
| Polidesportivo de Callao                   |                           | Para-Taekwondo e Voleibol sentado        | 6100                      |
| Chorrillos                                 |                           |                                          |                           |
| Circuito San Miguel                        |                           | Para-Ciclismo de rua                     | Espaço livre              |
| Distrito de San Luis                       |                           |                                          |                           |
| Instalação                                 | Imagem                    | Evento                                   | Capacidade                |
| Villa Deportiva Nacional (VIDENA)          |                           |                                          |                           |
| Estádio Atlético                           |                           | Paratletismo e Cerimônia de Encerramento | 12000                     |
| Centro Aquático                            |                           | Para-Natação                             | 4000                      |
| Velódromo                                  |                           | Para-Ciclismo de pista                   | 2500                      |
| Polideportivo 1                            |                           | Basquetebol em cadeira de rodas          | 2300                      |
| Polideportivo 2                            |                           | Judô e Para-Powerlifiting                | 1100                      |
| Polidesportivo 3                           |                           | Badminton e Tênis de mesa                | 860                       |
| Villa María del Triunfo                    |                           |                                          |                           |
| Instalação                                 | Imagem                    | Evento                                   | Capacidade                |
| Complejo Deportivo Villa María del Triunfo |                           |                                          |                           |
| Campo de Hóquei                            |                           | Futebol de 5                             | 3500                      |
| Campo de Rugby                             |                           | Futebol de 7                             | 3400                      |
| Outras sedes de Competição                 |                           |                                          |                           |
| Base Aérea de Las Palmas                   |                           | Para-Tiro desportivo                     | 200                       |
| Villa El Salvador                          |                           |                                          |                           |
| Instalação                                 | Imagem                    | Evento                                   | Capacidade                |
| Polidesportivo Villa El Salvador           |                           |                                          |                           |
| Polidesportivo de Villa El Salvador        |                           | Bocha e Rugby em cadeira de rodas        | 6100                      |
| Outras sedes de competição                 |                           |                                          |                           |
| Lawn Tennis de la Exposición               |                           | Tênis em cadeira de rodas                |                           |

### Locais de Não competição

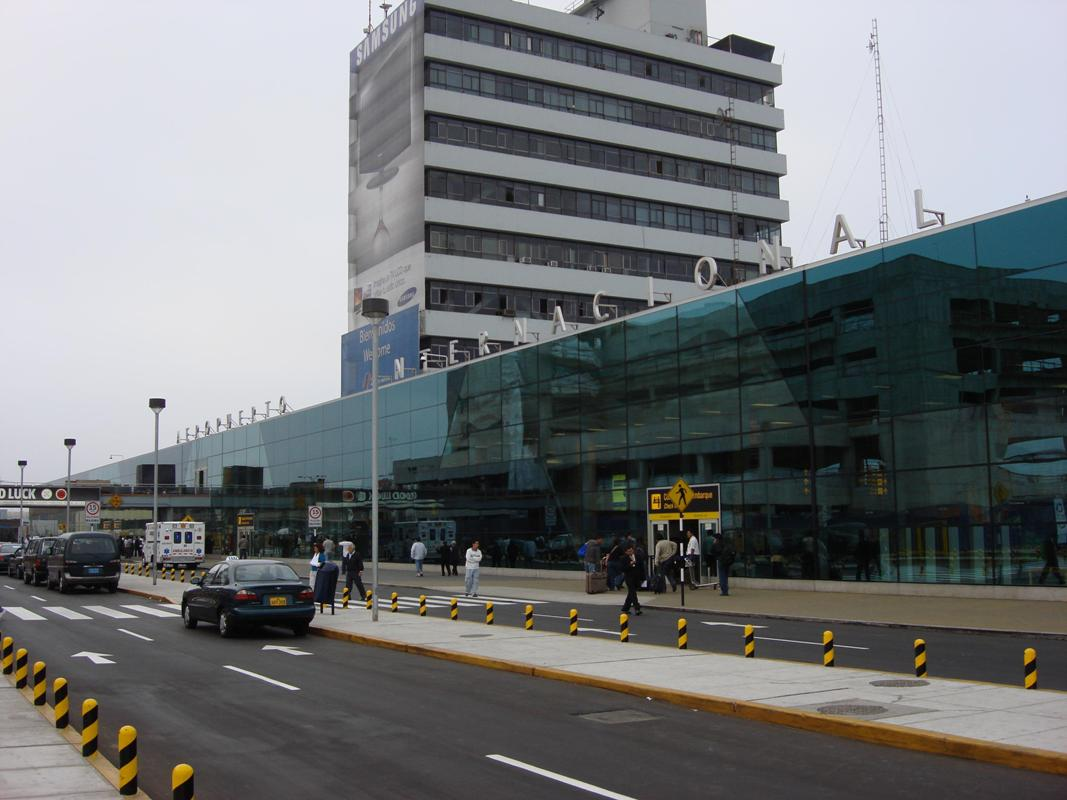
Aeroporto Internacional Jorge Chávez, ponto principal de conexão entre Lima o mundo.

| Sede                                 | Lugar             | Uso                              | Capacidade   | Estado    |
| ------------------------------------ | ----------------- | -------------------------------- | ------------ | --------- |
| Aeroporto Internacional Jorge Chávez | Callao            | Chegadas e saídas                | Espaço livre | Existente |
| Centro de Convenções de Lima         | San Borja         | Centro Internacional de Imprensa | 10 000       | Existente |
| Centro de Convenções de Lima         | San Borja         | Centro de Radio e Televisão      | 10 000       | Existente |
| Vila Panamericana de Lima            | Villa El Salvador | Alojamento de atletas            | 9000         | Existente |

## Participantes
Um total de 33 Comitês Paralímpicos Nacionais irão enviar delegações aos Jogos de Lima.
| - ANT Antígua e Barbuda - ARG Argentina - ARU Aruba - BAR Barbados - BER Bermudas - BRA Brasil - CAN Canadá - CHI Chile - COL Colômbia - CRC Costa Rica - CUB Cuba | - ECU Equador - USA Estados Unidos - ESA El Salvador - GRN Granada - GUA Guatemala - GUY Guiana - HAI Haiti - HON Honduras - ISV Ilhas Virgens Americanas - JAM Jamaica - MEX México - NCA Nicarágua | - PAN Panamá - PAR Paraguai - PER Peru (Sede) - PUR Porto Rico - DOM República Dominicana - VIN São Vicente e Granadinas - SUR Suriname - TTO Trinidad e Tobago - URU Uruguai - VEN Venezuela |

## Esportes
Eventos em 17 esportes serão disputados nesta edição: 16 paralímpicos e apenas 1 que não faz mais parte do programa desde 2017, o futebol de 7, sendo que o ciclismo será dividido em dois eventos: estrada e pista. Os eventos no goalball, voleibol sentado e o basquete em cadeira de rodas irão acontecer tanto para os homens e para as mulheres, o rugby em cadeira de rodas continua sendo um evento misto, enquanto que o futebol de 5 e o futebol de 7 será exclusivo para os homens. Três esportes irão fazer as suas estreias: badminton, taekwondo e o tiro desportivo. As cotas continentais para os Jogos Paralímpicos de Verão de 2020 em sete esportes serão distribuídas.
| - Paratletismo - Basquetebol em cadeira de rodas - Para-Badminton - Bocha - Ciclismo - Para-Ciclismo de Estrada - Para-Ciclismo de Pista | - Futebol de 5 - Futebol de 7 - Goalball - Judô - Para-Powerlifiting - Para-Natação - \| Para-Taekwondo | - Tênis em cadeira de rodas - Para-Tênis de mesa - Para-Tiro desportivo - Voleibol sentado - Rugby em cadeira de rodas |

### Calendário
As caixas em azul representam uma competição, ou um evento qualificatório de determinada data. As caixas em amarelo representam um dia de competição valendo medalha. Os números dentro das caixas representam a quantidade de medalhas de ouro distribuída por aquele esporte naquele dia. A coluna T representa o total de medalhas de ouro do esporte. Esta será a primeira edição da história dos Jogos Parapan - Americanos em que naqueles esportes em que o IPC funciona como a federação internacional ganharam o prefixo "Para".
| Agosto/Setembro                 | Agosto/Setembro                 | 22 Qui | 23 Sex | 24 Sáb | 25 Dom | 26 Seg | 27 Ter | 28 Qua | 29 Qui | 30 Sex | 31 Sáb | 1 Dom | T       |
| ------------------------------- | ------------------------------- | ------ | ------ | ------ | ------ | ------ | ------ | ------ | ------ | ------ | ------ | ----- | ------- |
| Cerimônias                      | Cerimônias                      |        | CA     |        |        |        |        |        |        |        |        | CE    |         |
| Paratletismo                    | Paratletismo                    |        |        | 22     | 27     | 26     | 21     | 23     |        |        |        |       | 119     |
| Para-Badminton                  | Para-Badminton                  |        |        |        |        |        |        |        | ●      | ●      | 5      | 3     | 8       |
| Basquetebol em cadeira de rodas | Basquetebol em cadeira de rodas |        |        | ●      | ●      | ●      | ●      | ●      | ●      | 1      | 1      |       | 2       |
| Bocha                           | Bocha                           |        |        |        |        |        |        |        | ●      | ●      | 4      | 4     | 8       |
| Para-Ciclismo                   | Estrada                         |        |        |        |        |        |        |        |        | 5      |        | 8     | 13      |
| Para-Ciclismo                   | Pista                           |        |        |        |        | 4      | 5      |        |        |        |        |       | 9       |
| Futebol de 5                    | Futebol de 5                    |        |        | ●      | ●      | ●      |        | ●      | ●      | 1      |        |       | 1       |
| Futebol de 7                    | Futebol de 7                    |        |        | ●      | ●      | ●      |        | ●      | ●      |        | 1      |       | 1       |
| Golbol                          | Golbol                          |        |        |        | ●      | ●      | ●      | ●      | ●      | ●      | 2      |       | 2       |
| Judô                            | Judô                            |        |        | 5      | 5      |        |        |        |        |        |        |       | 10      |
| Para-Powerlifiting              | Para-Powerlifiting              |        |        |        |        |        |        |        | 4      | 4      | 4      |       | 12      |
| Para-Natação                    | Para-Natação                    |        |        |        | 19     | 20     | 19     | 19     | 18     | 19     | 22     |       | 136     |
| Para-Taekwondo                  | Para-Taekwondo                  |        |        |        |        |        |        |        |        | 3      | 3      |       | 6       |
| Rugby em cadeira de Rodas       | Rugby em cadeira de Rodas       |        | ●      | ●      | ●      | ●      | 1      |        |        |        |        |       | 1       |
| Para-Tiro desportivo            | Para-Tiro desportivo            |        |        | 2      | 2      | 2      | 2      |        |        |        |        |       | 8       |
| Tênis em cadeira de rodas       | Tênis em cadeira de rodas       |        |        | ●      | ●      | ●      | ●      | ●      | 2      | 3      |        |       | 5       |
| Para-Tênis de mesa              | Para-Tênis de mesa              | ●      | 1      | 14     | ●      | ●      | 5      |        |        |        |        |       | 20      |
| Voleibol sentado                | Voleibol sentado                |        | ●      | ●      | ●      | ●      | ●      | 2      |        |        |        |       | 2       |
| Finais                          | Finais                          |        | 1      | 43     | 53     | 52     | 53     | 44     | 24     | 31     | 35     | 4     | 369     |
| Finais acumuladas               | Finais acumuladas               |        | 1      | 44     | 97     | 149    | 202    | 246    | 270    | 301    | 336    | 340   | —       |
| Agosto/Setembro                 | Agosto/Setembro                 | 22 Qui | 23 Sex | 24 Sáb | 25 Dom | 26 Seg | 27 Ter | 28 Qua | 29 Qui | 30 Sex | 31 Sáb | 1 Dom | Eventos |

### Cerimônia de abertura
A cerimônia de abertura aconteceu no dia 23 de agosto de 2019, e começou às 19 horas (Horário do Peru) no Estádio Nacional. A novidade nessa edição foi o uso do mesmo estádio principal dos Jogos Pan-Americanos nas cerimônias Parapan-americanas. A cerimônia foi produzida e executada pela empresa italiana Balich Worldwide Shows, a mesma que organizou com sucesso as cerimônias do Pan de 2019 e dos Jogos Olímpicos de Verão de 2016 no Rio de Janeiro. Durante a cerimônia, houve a tradicional alternância das partes protocolares com as partes culturais e artísticas.

### Cerimônia de encerramento
Aconteceu na noite do dia 1 de setembro de 2019,e teve início as 19 horas (UTC-5) no Estádio de Atletismo da Villa Desportiva Nacional em uma escala reduzida e mais intimista do que a da abertura.Tal como a abertura a parte protocolar se alterou com a parte cultural.Durante a parte protocolar que se alterou com a parte cultural, houve a cerimônia da Antuérpia,em que a bandeira do IPC Américas foi entregue ao prefeito de Santiago do Chile e uma apresentação cultural da próxima sede foi feita,juntamente dos discursos de encerramento dos Presidentes do Comitê Organizador e do IPC Américas e da declaração de encerramento.

### Quadro de medalhas
O quadro de medalhas está classificado de acordo com o número de medalhas de ouro, estando as medalhas de prata e bronze como critérios de desempate em caso de países com o mesmo número de ouros.
Foram disputadas 370 finais em 16 modalidades paralímpicas e em uma não paralímpica.
Devido ao baixo número de inscritos,19 eventos em 6 esportes não distribuíram medalhas de bronze: no paratletismo  (14), bocha (1),Para-Ciclismo  (2) ,judô (1), judô,Para-natação  (1) e para-tênis de mesa  (1),totalizando 19 medalhas de bronze a menos.Um caso parecido aconteceu em outros eventos do judô (2 categorias), no  para-taekwondo (1 categoria) e no para-tênis de mesa (3) em que os perdedores das semifinais de cada categoria ganhavam duas medalhas de bronze,mas também contavam com poucos atletas inscritos, isso forçou a alteração do formato da competição destes eventos e assim,apenas 1 medalha de bronze foi entregue em um evento da Para-natação ,apenas duas atletas estavam inscritas,o que resultou na entrega de apenas 1 medalha de ouro. 
     País sede destacado.
| Ordem | País               | Medalha de ouro | Medalha de prata | Medalha de bronze |       |
| ----- | ------------------ | --------------- | ---------------- | ----------------- | ----- |
| 1     | BRA Brasil         | 124             | 99               | 85                | 308   |
| 2     | USA Estados Unidos | 58              | 62               | 65                | 185   |
| 3     | MEX México         | 55              | 58               | 45                | 158   |
| 4     | COL Colômbia       | 47              | 36               | 50                | 133   |
| 5     | ARG Argentina      | 26              | 38               | 43                | 107   |
| 6     | CAN Canadá         | 17              | 21               | 22                | 60    |
| 7     | CUB Cuba           | 13              | 10               | 16                | 39    |
| 8     | CHI Chile          | 11              | 12               | 11                | 34    |
| 9     | ECU Equador        | 5               | 6                | 5                 | 16    |
| 10    | PER Peru           | 5               | 3                | 7                 | 15    |
| TOTAL | TOTAL              | 370             | 369              | 378               | 1 117 |

## Símbolos

### Logotipo
Em 26 de julho de 2016, Luisa Villar, presidente da Associação Nacional Paraolímpico do Peru (ANPP), foi responsável por apresentar o emblema dos Jogos Parapan-americanos. A Flor de Amancaes, que é a flor nacional do Peru foi escolhida como o símbolo principal dos Jogos assim como no seu evento irmão. Os dois projetos foram apresentados ao mesmo tempo pelos mesmos artistas que venceram na chamada pública para a identidade visual dos dois eventos, que foram os artistas de Arequipa Diego Sanz e Jorge Luis Zárate. O logo segue a mesma identidade visual apresentada nos Jogos Pan-Americanos, com os 3 pistilos, posicionados de outra forma e com as cores azul, verde e vermelho, que são as cores dos "agitos" que são o símbolo do Movimento Paralímpico Internacional, o posicionamento dos pistilos representa as três posições do pódio em direta alusão aos esforços dos atletas paralímpicos.

### Mascote
Em junho de 2017, após mais de mil apresentações, o comitê organizador revelou os três últimos da competição por ser o mascote dos jogos. Os três desenhos finais foram: Milco, que foi influenciada pelas esculturas de Cuchimilco, uma flor chamada Wayqi Amantis e uma lagartixa com as pontas das folhas. Em julho de 2017, foi anunciado que Milco foi o vencedor do concurso, recebendo 45% dos votos. Houve aproximadamente 44.154 votos no concurso, o maior de todos os tempos para uma competição de animais de estimação nos Jogos Pan-Americanos. O designer vencedor do concurso recebeu S/.15,000 Soles (ou aproximadamente US$ 4.600). O corpo de Milco é laranja e a cor do seu short é vermelho, representando a bandeira peruana.

### Tocha Parapan-Americana
A tocha Parapan-Americana foi acesa durante um ritual inca no dia 20 de agosto de 2019, no sítio arqueológico de Distrito de Pachacámac, vizinho de diversos locais de competição como Callao e Villa María del Triunfo. A rota do revezamento terá 50 km e irá honrar o Império Inca e seu legado histórico e cultural para o Peru. Ela irá percorrer as 12 huacas históricas da região metropolitana de Lima. As celebrações locais serão realizadas nos sítios históricos destas locações, até chegar no Estádio Nacional, durante a cerimônia de abertura no 23 de agosto. O número total de portadores é estimado em mais de 1200 pessoas.

## Transmissão
As funções de hostbroadcaster foram feitas pela produtora espanhola MediaPro, esta será a responsável pela geração de imagens da competição. Assim como no Pan, a cobertura das disputas e das cerimônias será transmitida em 4K, mostrando um grande avanço tecnológico como em edições anteriores dos jogos. Pela TV aberta, a transmissão local foi feita pelas emissoras Latina Televisión e Panamericana Televisión. A Telefónica Peru será a responsável pela transmissão exclusiva na televisão a cabo.
No Brasil, o SporTV transmitiu com total exclusividade o evento, através de um acordo firmado com o Comitê Organizador Local,o IPC Américas e o Comitê Paralímpico Brasileiro em 21 de agosto de 2019.